# Brahmandapur, Gadag
Brahmandapur là một làng thuộc tehsil Gadag, huyện Gadag, bang Karnataka, Ấn Độ.